# ЯRUS
ЯRUS — російська соціальна мережа, що розроблялася в Санкт-Петербурзі компанією «Ай Ти Сервис» у період з 2019 по 2023 рік. У березні 2022 року додаток ЯRUS входив в першу десятку рейтингу соціальних мереж, що найбільш завантажувалися в Росії. На платформі можна було створювати свій профіль, публікувати пости з фото-, відео-, аудіоматеріалами, мітками часу та геопозицією; вибір інтересів у профілі дозволяв знайти однодумців і фільтрував пропонований користувачеві контент новин. За інформацією центру «Досьє» Михайла Ходорковського, ЯRUS створювався за кошти засновника ПВК «Вагнер» Євгена Пригожина.

## Розробка
Розробка платформи ЯRUS не мала історії довгострокового планування, соціальна мережа була створена на базі вже сформованих механізмів для аналітики YouTube та інших ресурсів. Спочатку ці сервіси розроблялися для попереднього проекту співзасновника платформи Дмитра Ілюхіна, який надавав послуги з оптимізації процесів для мікробізнесу в Нижньому Новгороді.
В 2020 команда прийняла рішення перебазуватися в Санкт-Петербург, і вже після цього почалася робота безпосередньо над соціальною мережею. Попередній розвиток базових сервісів за допомогою штучного інтелекту дозволив зібрати першу робочу версію ЯRUS лише за кілька місяців до січня 2021.
Користувачі активно зайнялися тестуванням нової платформи, незважаючи на безліч початкових недоліків та помилок, розробники регулярно вирішували виявлені проблеми, розширювали функціонал проєкту та оптимізували доступ для пристроїв під керуванням IOS та Android.
9 лютого 2021 року програма була розміщена в App Store від імені компанії «AI TI SERVIS, OOO», яка також займалася розробкою соціальної мережі «look.li».
21 березня 2021 року при додаванні в Google Play як розробник вже була вказана компанія «AO Dialog».
Також ЯRUS встановлювався з RuMarket, NashStore та RuStore. Користуватися соціальною мережею можна було і через web-версию.

## Особливості
Соціальна мережа ЯRUS створювалася для користувачів з Росії, але згодом розробники задумалися про розширення географії.
Основним «ноу-хау» ЯRUS співзасновник проекту Дмитро Ілюхін називав «персональні яруси» — можливість налаштування контенту, що отримується, за інтересами. Завдяки вбудованим сервісам аналізу інформації платформа поєднувала в собі тексти, відео, аудіоматеріали з понад 10 000 джерел та пропонувала їх користувачам, відповідно до їхніх пріоритетів.
У 2022 р. соцмережу очолив менеджер із «Газпромнафти», Іван Добровольський.
Автори контенту в соціальній мережі вели блоги та монетизували їх за допомогою «Монеток ЯRUS». При цьому не потрібне було обов'язкове вкладення реальних коштів, користувачі отримували по п'ять «монеток» щодня безкоштовно і могли підтримувати ними авторів або оцінювати публікації. Творці контенту виводили «монетки» із сервісу в грошовий еквівалент. Першим заробив мільйон рублів на ЯRUS свердловський притулок для тварин «Хвостатое счастье».
На платформі публікувалася афіша платних та безкоштовних подій із міст Росії з можливістю налаштування фільтрів для особистого чи сімейного дозвілля.
У розробці був підпроект «ЯRus.Дети» з аудіо- і відеоматеріалами, що підходили молодшій аудиторії.

## Закриття
16 червня 2023 року соціальна мережа налічувала вже 12 мільйонів зареєстрованих користувачів, проте менш ніж через місяць робота проекту була припинена «у зв'язку з пошуком нових інвесторів». А 30 червня 2023 року сервери ЯRUS були повністю відключені.